# Староамірово
Староамі́рово (рос. Староамирово, башк. Иҫке Әмир) — присілок у складі Благоварського району Башкортостану, Росія. Входить до складу Первомайської сільської ради.
Населення — 17 осіб (2010; 17 в 2002).
Національний склад:
- башкири — 94 %